# Прогрессивно-консервативная партия Канады
Прогресси́вно-консервати́вная па́ртия Кана́ды (англ. Progressive Conservative Party of Canada, фр. Parti progressiste-conservateur du Canada) — исчезнувшая канадская консервативная правоцентристская политическая партия, существовавшая с 1942 по 2003 и ведущая свою историю от Консервативной партии Канады, основанной в 1867 году. Хотя партия официально перестала существовать с 2003, ряд членов канадского Сената продолжают заседать как члены прогрессивно-консервативной фракции. Прогрессивисты-консерваторы были также известны под названием «тори» (но большинство канадцев называло их просто «консерваторами»).

## Достижения
Хотя самый первый канадский премьер-министр сэр Джон А. Макдональд был консерватором и его партия находилась у власти сорок один год из семидесяти первых лет существования страны, значительную часть своей истории партия вынуждена была оставаться в оппозиции как вторая федеральная партия после либералов. После канадских выборов 1993 начался заметный закат партии. 8 декабря 2003 она была формально распущена и объединилась с Канадским союзом для образования Консервативной партии Канады.
В период между основанием партии в 1867 и утверждением названия прогрессивно-консервативной в 1942 партия многократно меняла своё название. Обычно её называли Консервативной партией.
Ряд провинциальных прогрессивно-консервативных партий продолжают существовать в Альберте, Саскачеване, Манитобе, Онтарио, Нью-Брансуике, Новой Шотландии, Ньюфаундленде и Лабрадоре и на Острове Принца Эдуарда. Также, небольшая группа сенаторов и сторонников партии, возражающих против объединения, продолжали заседать в парламенте как прогрессисты-консерваторы. Юконская партия с таким названием в 1990 сменила его и стала Партией Юкона. Прогрессивно-консервативная партия Британской Колумбии в 1991 стала Консервативной партией Британской Колумбии.
Партия стала называться прогрессивно-консервативной в 1942, когда тогдашний манитобский премьер-министр Джон Брэкен, долгое время бывший главой Прогрессивной партии этой провинции, согласился стать главой консерваторов при условии, что они добавят к названию консервативная слово прогрессивная. Несмотря на изменение названия, большинство бывших прогрессистов продолжали поддерживать Либеральную партию или Федерацию объединённого содружества. В 1948 Брэкен покинул партию.
Значительной слабостью партии с 1885 была её неспособность получить поддержку Квебека, отчуждённого из-за казни Луи Риеля в том же году. Эта проблема только увеличилась во время кризиса призыва на военную службу 1917. Хотя Консервативная партия Квебека и господствовала на политической сцене провинции первые тридцать лет после Конфедерации, в XX веке ей больше не удавалось стать крупной силой в провинциальной политике. Она была отстранена от власти с 1897 и была в конце концов распущена в 1935, вступив в Национальный союз, получивший власть в 1936 при Морисе Дюплесси.
В XX веке консерваторов часто считали нечувствительными к стремлениям и интересам франкоканадцев и им не удавалось победить более чем в горстке округов в Квебеке, но было несколько явных исключений:
- выборы 1930, когда Ричарду Бэдфорду Беннету ко всеобщему удивлению удалось завоевать слабое большинство, благодаря 24 квебекским сельским округам;
- выборы 1958, когда Джон Дифенбейкер с помощью предвыборной машины Национального союза привёл свою партию к оглушительной победе;
- выборы 1984 и 1988, когда двуязычному квебекцу Брайану Малруни удаётся создать предвыборную коалицию, включавшую и квебекских националистов.

Партия так полностью и не пришла в себя от раскола коалиции Брайана Малруни, последовавшего за провалом Мичского соглашения. С 1993 по 2003 она не получала больше 20 кресел в Палате общин, а перед объединением с Канадским союзом располагала всего лишь 15 креслами.

## Идеология
Прогрессивно-консервативная партия, как правило, была правоцентристской по своей политической идеологии.
Канадский консерватизм исторически больше похож на консерватизм Соединённого королевства и Европы, чем на консерватизм США. Наподобие других популярных консервативных движений XIX века, канадские тори возражали против идеи о сокращении политики вмешательства государственных органов в экономические вопросы, которого требовали либералы того времени. Однако в отличие от американских консерваторов, они не совершали такого же резкого идеологического разворота в первой половине XX века и продолжали отстаивать меркантилизм и представления о государстве всеобщего благоденствия.
Как и её либеральный соперник, партия воспринимала себя как «большую палатку», где было уместно широкое разнообразие членов, настойчиво преследующих довольно свободно определённые цели и идеалы. Но в отличие от Либеральной партии, в этой палатке у неё была сильно развита фракционность. Это было отчасти следствием недостатка у партии избирательного успеха, а также того, что партия часто угодничала перед отдельными политическими группами для создания базы поддержки, достаточной для победы над либералами. Эти группы часто организовывались в полуавтономные блоки внутри партии, как например квебекские националисты и реформисты с Канадского Запада в 1980-е годы. Позже внешние наблюдатели будут вообще классифицировать членов партии по двум лагерям: Red Tories (красные тори) и Blue Tories (синие тори).
Red Tories имели склонность примыкать к либерализму в социальном плане, но оставались консервативны в своей экономической политике. Исторически в первоначальной Консервативной партии они формировали доминирующую группу. Сэр Джон А. Макдональд, Джон Дифенбейкер, Роберт Стэнфилд, Дальтон Кэмп, У. Л. Мортон, Уильям Дэвис, Джо Кларк и Флора Макдональд — все были Red Tories.
Blue Tories были консервативны как в экономическом, так и в социальном плане. С 1957 по 2003 Red Tories господствовали во всей высшей иерархии партии. Число Blue Tories значительно сократилось к 1980-м, и ряд из них, разрушив иллюзии, переместились в сторону неоконсерватизма, который олицетворяли Маргарет Тэтчер и Рональд Рейган, и других правых альтернатив. Когда партия находилась у власти на федеральном уровне, она никогда по-настоящему не следовала экономической политике Рейгана и не боролась против политики вмешательства государственных органов в экономические вопросы, что происходило за пределами Канады. Неоконсерваторы склонялись к социальному консерватизму и экономическому либерализму. Эта группа представляла собой основную базу поддержки Канадского союза и его предшественницы Реформистской партии, и эта поддержка перешла и в новую Консервативную партию Канады. Успех неоконсервативного движения, присвоившего себе термин консервативный, привёл в настоящее время к обсуждению определения самого консерватизма в Канаде. Даже притом что экономическая концепция Канадского союза похожа на первоначально выдвинутую либералами XIX века (также из-за путаницы известную сегодня под названиями «неолиберализм» и «неоконсерватизм»), он взял название «Консервативная партия Канады», чтобы эффективнее влиять на избирателей.

## История
На заре Канадской конфедерации партия выступала за меркантилистский подход к экономическому развитию: рост поддерживался экспортом, высокими ввозными пошлинами для защиты местной промышленности. Партия была решительно монархистской и хотела, чтобы Канада играла важную роль в Британской империи. У некоторых франкоканадцев создавалось впечатление, что она выступала за политику культурной ассимиляции.
Консервативная партия господствовала в канадской политике первые семьдесят лет существования нового государства. Вообще, политическая история Канады состоит из чередования у власти либералов и тори, хотя и с частыми правительствами меньшинства, поддерживаемыми более мелкими партиями.

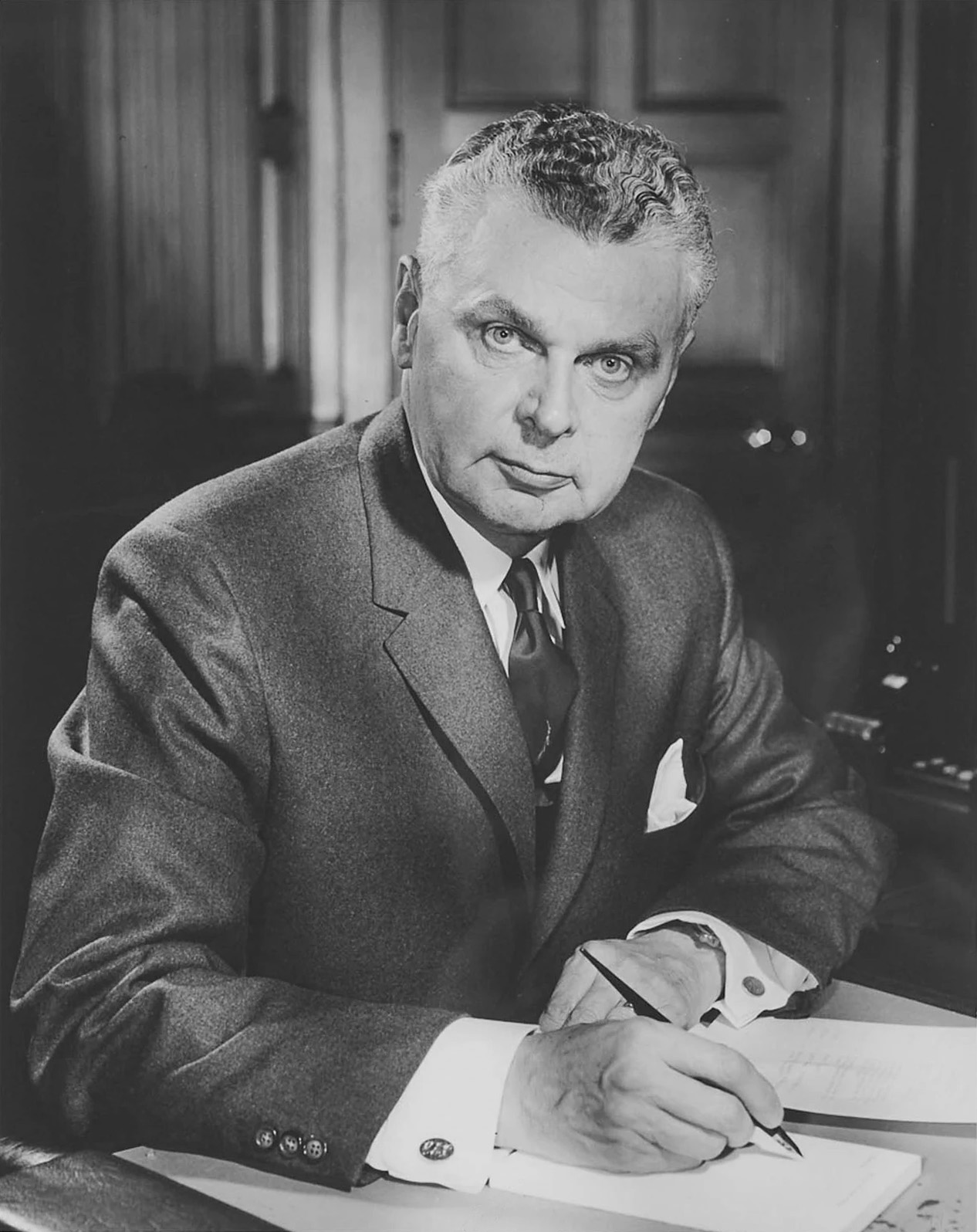
Джон Джордж Дифенбейкер

После долгого периода либерального господства вслед за одним консервативным сроком во время Великой депрессии (с 1930 по 1935) Джон Дифенбейкер одержал внушительную победу в 1958. Дифенбейкеру удалось победить в большинстве округов на Канадском Западе, значительной части Онтарио и (с помощью правительства Национального союза) Квебека. Дифенбейкер пытался проводить политику дистанцирования от США. В кабинет министров Дифенбейкера был внесён раздор при его отказе на американские требования принять ядерные боеголовки для ракет Бомарк, размещённых в Норт-Бее в Онтарио и в Ла-Маказе в Квебеке. Этот раздор привёл к поражению правительства от либералов Лестера Б. Пирсона на выборах 1963.
Дифенбейкер оставался во главе прогрессивно-консервативной партии до 1967, когда растущее чувство беспокойства из-за его реакционной политики, авторитарного стиля и растущей «неизбираемости» привело к борьбе за руководство в 1967. Среди первых одиннадцати кандидатов были новошотландский премьер-министр Роберт Стэнфилд, Дифенбейкер и манитобский премьер-министр Дафф Роблин.
В конце 1960-х после квебекской тихой революции прогрессистам-консерваторам понадобилось увеличить свою привлекательность для канадского населения, говорящего на французском языке. В то время тори начали, в конце концов, отдаляться от меркантилизма и перешли к более неолиберальному подходу в экономике, особенно в отношении свободы торговли. Два этих движения были наиболее развиты к моменту прихода к власти Брайана Малруни на выборах 1984.
Малруни выступал против свободы торговли с США во время борьбы за руководство партией в 1983. Однако растущее чувство континентального единства у канадских предпринимателей, а также воздействие революции Рейгана на канадское консервативное мышление привели Малруни к полной перемене мнения по отношению к свободе торговли. Его правительство в 1985 взялось исполнить рекомендацию Королевской комиссии по экономическому объединению и перспективах развития для Канады стремиться к соглашению о свободной торговле с США.
Традиционно речи о континентальном единстве вела Либеральная партия, а консерваторы возражали против свободы торговли с США, предпочитая более тесные экономические связи с Великобританией. После распада Британской империи и экономического национализма либералов при Пьере Трюдо оказалось, что традиционные позиции обеих партий изменили направление.

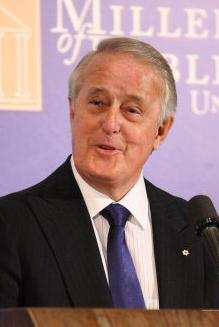
Брайан Малруни

Малруни построил свою кампанию и выиграл выборы 1988, обещая экономические успехи в результате заключённого в 1987 Канадско-американского соглашения о свободной торговле.
Поражению же Прогрессивно-консервативной партии на федеральном уровне на выборах 1993 способствовал ряд экономических факторов:
- Канада переживала тогда худший период спада после Второй мировой войны;
- безработица достигала самого высокого уровня после Великой депрессии;
- федеральное правительство постоянно сводило дефицитный бюджет;
- тори ввели новый очень непопулярный налог с продаж НПУ.

Вторым значительным фактором, который привёл правительство Малруни к поражению, является опора партии в Квебеке на квебекских националистов, которые перестали её поддерживать после провала Мичского и Шарлоттаунского соглашений. Ряд квебекских тори, включая депутатов и членов кабинета, покинули партию и образовали Квебекский блок с некоторыми членами Либеральной партии.
Третьим значительным фактором было растущее чувство отчуждения в четырёх провинциях Канадского Запада из-за попыток двух крупных национальных партий привлечь Квебек. Западные канадцы скорее предоставляли свою поддержку Реформистской партии Канады и её преемнику Канадскому союзу.
После отставки Малруни его преемницей на постах главы прогрессистов-консерваторов и премьер-министра стала Ким Кэмпбелл, которая привела партию к катастрофическому поражению на выборах 1993. Спад популярности партии в сочетании с влиянием мажоритарной избирательной системы в один тур, используемой в Канаде, имели следствием упадок парламентской консервативной фракции. Консерваторы прошли путь от правящего большинства до всего лишь двух депутатов в Палате общин, чего было недостаточно для получения статуса официальной партии, несмотря на 16 % народных голосов за неё. В то же время в 1993—2004 годах партия занимала положение официальной оппозиции в Сенате, так как имела в нём вторую по численности фракцию.
Партия вернула себе статус официальной партии при руководстве Жана Шаре после выборов 1997 при поддержке примерно 20 % канадских избирателей, но прогрессистам-консерваторам так и не удалось провести в Палату общин больше 20 депутатов с 1994 по 2003.
Подъём Канадского союза без сомнений наносил ущерб тори, но по поводу его точной степени согласия не было. Ряд наблюдателей утверждает, что с 1993 по 2003 консервативные голоса были разделены между двумя партиями, что позволяло либеральным кандидатам побеждать в округах, традиционно являвшихся оплотами консерваторов. Этот анализ привёл к подъёму движения Объединённая альтернатива во второй половине 1990-х. Другие, наоборот, настаивают, что между более идеологически настроенными союзниками и прогрессистами-консерваторами, среди которых доминировали более умеренные Red Tories, существовала логичная идеологическая пропасть. Некоторые опросы подтверждают этот тезис, указывая, что ряд бывших избирателей ПК в качестве второго варианта скорее предпочли бы либералов, чем Канадский союз.
Вслед за уходом Жана Шаре в Либеральную партию Квебека Джо Кларк вновь появился на федеральной политической сцене для руководства партией и на федеральных выборах 2000 опроверг предсказания об упадке партии. Партия победила в 12 округах, необходимых для сохранения статуса официальной партии в Палате общин, но не более того. В 2002, наоборот, фракция дополнительно пополнилась 3 членами и стала четвёртой по значению в Палате, благодаря двум взаимодополняющим выборам и объединению фракции с депутатом Демократической представительной фракции Инки Марком.
Преемник Джо Кларка Питер Маккей договорился с Канадским союзом об объединении, о котором было объявлено 15 октября 2003. Две партии объединились для создания новой, известной под названием Консервативная партия Канады. Объединение было утверждено обеими партиями 5 и 6 декабря, а 8 декабря была формально зарегистрирована Консервативная партия. 20 марта 2004 главой новой партии был избран бывший глава союзников Стивен Харпер.

## После объединения
После объединения в Палате общин продолжала заседать фракция прогрессивно-консервативных депутатов, состоявшая из тех, кто отказался вступить в новую Консервативную партию. Джо Кларк, Андре Башан и Джон Херрон продолжили называться прогрессистами-консерваторами.
На выборах 2004 Башан и Кларк не выставили кандидатов, а Херрон добивался избрания под либеральными знамёнами; но в округе Фанди — Ройял его победил консерватор Роб Мур. Скотт Бризон, перешедший к либералам сразу после ухода из Консервативной партии, был переизбран под либеральными знамёнами в 2004.
В Сенате Уильям Дуди, Лауэлл Мюррей и Норман Аткинс также отказались вступать в новую партию и в настоящее время продолжают заседать как прогрессивно-консервативные сенаторы. 24 марта 2005 премьер-министр Пол Мартин назначил девять новых сенаторов, двое из которых — Нэнси Рут и Элейн Маккой — были назначены как прогрессисты-консерваторы. Таким образом, может быть и такое, что прогрессивно-консервативные сенаторы будут заседать до 2021, когда Маккой, самая молодая из пяти, достигнет необходимого для отставки возраста в 75 лет, или даже дольше, если будущие сенаторы будут называть себя прогрессистами-консерваторами.

## Канадская прогрессивная партия
9 января 2004 группа, объявившая себя верной Прогрессивно-консервативной партии и ожесточённо возражавшая против объединения, которое она называла аннексией союзников, представила основания для регистрации партии под названием «Прогрессивно-консервативная партия Канады». Их требование было отклонено, так как это название больше не могло быть использовано. Тогда эта группа составила новое основание для названия Канадская прогрессивная партия и была признана Избирательной службой Канады 26 марта. 29 мая того же года новая партия нашла поддержку, достаточную для официального признания.
Канадская прогрессивная партия ставила своей целью быть признанной как партия-преемница Прогрессивно-консервативной партии, но так и не смогла заручиться поддержкой значительного числа членов и сторонников ПКП. Так, ни один видный противник объединения вроде Джо Кларка или Дэвида Орчарда в Канадскую прогрессивную партию не вступил. Также к ней не присоединился ни один парламентарий от ПКП. Самый видный член, вступивший в неё, — это бывший депутат и член кабинета министров Хьюард Графти, немного проигравший Крэгу Чэндлеру в борьбе за руководство ПКП.

## Лидеры партии
| Фото | Лидер                | Срок полномочий       | Срок полномочий       | Срок полномочий | Провинция                | Прим.                                                          |
| Фото | Лидер                | Вступил в должность   | Покинул должность     | Дни             | Провинция                | Прим.                                                          |
| ---- | -------------------- | --------------------- | --------------------- | --------------- | ------------------------ | -------------------------------------------------------------- |
|      | Джон Брэкен          | 11 декабря 1942 года  | 20 июля 1948 года     | 2048            | Манитоба                 | 11-й премьер-министр Манитобы                                  |
|      | Джордж Александр Дрю | 2 октября 1948 года   | 21 сентября 1956 года | 2911            | Онтарио                  | 14-й премьер-министр Онтарио                                   |
|      | Уильям Эрл Роу       | 21 сентября 1956 года | 14 декабря 1956 года  | 84              | Онтарио                  | Временный                                                      |
|      | Джон Дифенбейкер     | 14 декабря 1956 года  | 9 сентября 1967 года  | 3921            | Саскачеван               | 13-й премьер-министр Канады                                    |
|      | Роберт Стэнфилд      | 9 сентября 1967 года  | 22 февраля 1976 года  | 3088            | Новая Шотландия          | 17-й премьер-министр Новой Шотландии                           |
|      | Джо Кларк            | 22 февраля 1976 года  | 19 февраля 1983 года  | 2554            | Альберта                 | 16-й премьер-министр Канады                                    |
|      | Эрик Нильсен         | 19 февраля 1983 года  | 11 июня 1983 года     | 112             | Юкон                     | Временный                                                      |
|      | Байан Малруни        | 11 июня 1983 года     | 13 июня 1993 года     | 3655            | Новая Шотландия/Квебек   | 18-й премьер-министр Канады                                    |
|      | Ким Кэмпбелл         | 13 июня 1993 года     | 14 декабря 1993 года  | 184             | Британская Колумбия      | 19-й премьер-министр Канады                                    |
|      | Жан Шаре             | 14 декабря 1993 года  | 2 апреля 1998 года    | 1570            | Квебек                   | 5-й заместитель премьер-министра Канады и 29-й премьер Квебека |
|      | Элси Уэйн            | 2 апреля 1998 года    | 14 ноября 1998 года   | 226             | Нью-Брансуик             | Временный                                                      |
|      | Джо Кларк            | 14 ноября 1998 года   | 31 мая 2003 года      | 1659            | Новая Шотландия/Альберта |                                                                |
|      | Питер Маккей         | 31 мая 2003 года      | 7 декабря 2003 года   | 190             | Новая Шотландия          |                                                                |

## Результаты выборов с 1945 по 2000
| Выборы | Число выдвинутых кандидатов | Число занятых кресел | Общее число голосов | % народного голосования |
| ------ | --------------------------- | -------------------- | ------------------- | ----------------------- |
| 1945   | 203                         | 65                   | 1 448 744           | 27,62 %                 |
| 1949   | 249                         | 41                   | 1 734 261           | 29,62 %                 |
| 1953   | 248                         | 50                   | 1 749 579           | 31,01 %                 |
| 1957   | 256                         | 109                  | 2 564 732           | 38,81 %                 |
| 1958   | 265                         | 206                  | 3 908 633           | 53,56 %                 |
| 1962   | 265                         | 114                  | 2 865 542           | 37,22 %                 |
| 1963   | 265                         | 93                   | 2 582 322           | 32,72 %                 |
| 1965   | 265                         | 95                   | 2 500 113           | 32,41 %                 |
| 1968   | 262                         | 72                   | 2 548 949           | 31,36 %                 |
| 1972   | 265                         | 107                  | 3 388 980           | 35,02 %                 |
| 1974   | 264                         | 95                   | 3 371 319           | 35,46 %                 |
| 1979   | 282                         | 136                  | 4 111 606           | 35,89 %                 |
| 1980   | 282                         | 103                  | 3 552 994           | 32,49 %                 |
| 1984   | 282                         | 211                  | 6 278 818           | 50,03 %                 |
| 1988   | 295                         | 169                  | 5 667 543           | 43,02 %                 |
| 1993   | 295                         | 2                    | 2 178 303           | 16,04 %                 |
| 1997   | 301                         | 20                   | 2 446 705           | 18,84 %                 |
| 2000   | 291                         | 12                   | 1 566 994           | 12,19 %                 |